# Premio Ciudad de Melilla
El Premio Ciudad de Melilla es una distinción cultural otorgada anualmente en el marco de la Semana de Cine de Melilla, un evento cinematográfico que se celebra en la ciudad autónoma de Melilla, España. Este galardón reconoce a personalidades destacadas del cine español por su trayectoria y contribución al séptimo arte.

## Historia
El premio fue instaurado en 2009 como parte de la programación de la Semana de Cine de Melilla, un evento que busca promover la cultura cinematográfica en la ciudad autónoma. 

## Premios vigentes

### Premios al cine español
Ganadores
- 2011: Antonio de la Torre Martín[2]
- 2012: María Adánez[3]
- 2013: Mario Casas[4]
- 2014: Antonio Resines y Dani Rovira[5]
- 2015: Ángela Molina y Maribel Verdú[6]
- 2016: José Sacristán[7]
- 2017: Raúl Arévalo[8]
- 2018: Irene Escolar y Anna Castillo[9]
- 2019: Rafa Cobos, Alberto Rodríguez y Álvaro Cervantes[10]
- 2022: Carolina Yuste y Daniel Guzmán[11]
- 2023: Marta Hazas y Nathalie Poza[12]
- 2024: Ricardo Gómez, Elena Anaya y Arturo Valls[13]
- 2025: Pepón Nieto y Lola Dueñas[14]